# Annett Stiebritz
Annett Stiebritz (* 29. Juli 1965 in Jena) ist eine ehemalige deutsche Politikerin der FDP. Sie war Mitglied des Thüringer Landtags in der 1. Wahlperiode 1990–1994 und stellvertretende Fraktionsvorsitzende.
Stiebritz legte 1984 das Abitur in Jena ab. Danach studierte sie Chemie an der Friedrich-Schiller-Universität Jena (Fachstudium Synthesechemie, Spezialrichtung Umweltanalytik). Nach dem Diplom war sie ab Februar 1990 wissenschaftliche Assistentin an der Universität.
Stiebritz ist evangelisch, hat zwei Kinder und ist verheiratet mit Olaf Stepputat, sie trägt den Ehenamen Annett Stiebritz-Stepputat.